# Lugert Verlag
Der Lugert Verlag GmbH & Co. KG ist ein Musikverlag, der sich auf musikpädagogische Zeitschriften und Bücher spezialisiert hat. Sitz des Familienunternehmens ist Handorf. Schwerpunkte des Programms sind die Zeitschriften „Praxis des Musikunterrichts“, „Musik und Unterricht“, „POPi.G. – Popmusik in der Grundschule“ und „Musik in der Kita“.

## Verlagsgeschichte
1981 gründeten Wulf-Dieter Lugert und Volker Schütz das Institut für Didaktik populärer Musik und veranstalteten Fortbildungen zu populärer Musik im Musikunterricht. Popmusik im Unterricht zu behandeln war damals nicht selbstverständlich. Am Anfang wurden die Hefte noch mit der Schreibmaschine geschrieben und handgeschriebene Noten hineingeklebt. Das Ergebnis wurde dann kopiert und per Hand zusammengeheftet.

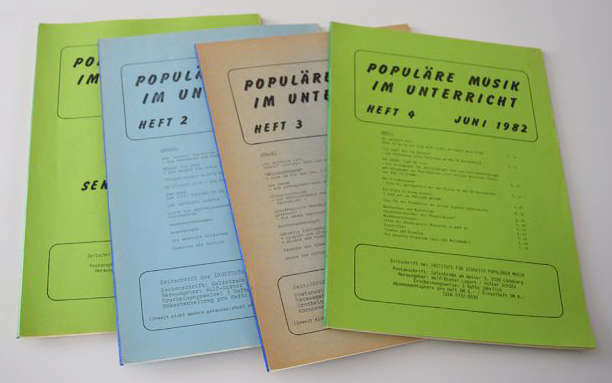
Die ersten "Grünen Hefte"

Im Laufe der folgenden Jahre erweiterte das Institut das Produktangebot: Es erschienen erste Bücher, Hefte und Tonkassetten zu diversen Sonderthemen.
1998 wurde der  Lugert Verlag von Wulf-Dieter Lugert gegründet. Seit 2011 liegt die Geschäftsführung in den Händen seines Sohnes Sebastian Lugert. Mittlerweile werden Zeitschriften und Materialien vom Kindergarten bis zur Oberstufe veröffentlicht. Der Verlag entwickelt und vertreibt das Notenschreibprogramm FORTE und bietet Musikinstrumente an.
Ein weiteres Angebot sind seit 2016 zweitägige Kongresse für Lehrer und Erzieher. Vortragende aus Deutschland und Österreich geben in Workshops, Vorträgen und Konzerten Anregungen für die pädagogische Praxis in Kitas, Grundschulen und weiterführenden Schulen.

## Verlagsprogramm
Das Verlagsprogramm beinhaltet Zeitschriften sowie Materialien für Singen, Tanzen und Musizieren im Kindergarten und für Musikunterricht in Grundschule und Sekundarstufen.

### Zeitschriften und Notenprogramme
Seit 2014 erscheint die Zeitschrift „Musik in der Kita. Das Praxismagazin für die wichtigen Jahre von 2 bis 6“. Die Musikpädagoginnen Elke Gulden und Bettina Scheer sind als Team Herausgeber der viermal pro Jahr erscheinenden Hefte mit Audio-CD.
Seit 2013 erscheint die Zeitschrift „POPi.G. – Popmusik in der Grundschule“. Bettina Küntzel ist Herausgeberin der viermal pro Jahr erscheinenden Hefte mit Audio-CD. Aktuelle Musik wird didaktisch aufbereitet mit Arrangements, Choreografien und Arbeitsblättern für die Praxis.
„Die Grünen Hefte. Praxis des Musikunterrichts“ war 1981 die erste Zeitschrift, die aktuelle Hits für den Musikunterricht aufbereitete. Dirk Zuther ist Herausgeber der viermal pro Jahr erscheinenden Hefte mit Audio-CD und DVD. Die Hefte enthalten handlungsorientierte Anregungen und Materialien für den Musikunterricht an der Sekundarstufe I an allen Schulformen.
Seit 1999 erscheint die Zeitschrift „Musik und Unterricht. Das Praxismagazin für den Musikunterricht von Klasse 5-13“. Verschiedene Herausgeber betreuen die viermal pro Jahr erscheinenden Hefte mit Audio-CD. Die Fachzeitschrift deckt die Bandbreite des Musikunterrichts an weiterführenden Schulen ab.
Das Notensatzprogramm „FORTE“ wurde 2005 entwickelt und ermöglicht es, Noten in verschiedenen Formaten zu schreiben, Noten ohne Spezialwissen wiederzugeben, zu bearbeiten, zu teilen oder online zu setzen.

### Bücher
- Mit klassischer Musik durchs Kita-Jahr. Buch inklusive Audio-CD, Petra Mengeringhausen, Lugert Verlag 2017, ISBN 978-3897603738
- Cajon in der Schule. Buch inkl. CD und DVD, Steffen Merkel, Lugert Verlag 2013, ISBN 978-3-89760-382-0

### Serien
- Klassik in der Grundschule
- Musik der Welt
- Praxis Pop
- Stationenlernen im Musikunterricht
- Oberstufe Musik

## Autoren und Dozenten
Zu den Autoren und Dozenten bei Lugert zählen zum Beispiel Kati Breuer, Tanja Draxler-Zenz, Elke Gulden, Wolfgang Hering, Stephen Janetzko, Felix Janosa, Thomas Krettenauer, Steffen Merkel, Bettina Scheer, Udo Zilkens und Rolf Zuckowski.